# Josep Jufré
Josep Jufré Pou (Vic, 5 augustus 1975) is een Catalaans voormalig wielrenner. In 2006 verving hij Mauricio Ardila bij Davitamon-Lotto. Hiermee hoopte de Belgische ploeg wat betere resultaten te halen in het grotere rondewerk. Jufré is namelijk een renner die uitstekend bergop kan. Zo finishte hij in 2005 14e in de Vuelta.
In 2006 leek hij als bestgeplaatste Davitamon-renner (12de) goed op weg naar een mogelijke top tien in Madrid, tot een zware valpartij hem letterlijk uit koers sloeg. De ongelukkige Jufré scheurde een slagader in de arm en werd met spoed geopereerd. Begin 2012 maakte hij een einde aan zijn carrière als wielrenner.

## Overwinningen
2001
- 5e etappe GP do Minho

2002
- Clásica a los Puertos de Guadarrama

## Belangrijkste ereplaatsen
2003
- 5e in eindklassement Ronde van Langkawi
- 2e in eindklassement Catalaanse Week
- 4e in eindklassement Ronde van Aragon
- 4e in eindklassement Ronde van Rioja

2004
- 3e in eindklassement Ronde van Rioja
- 3e in eindklassement Catalaanse Week
- 10e in eindklassement Ronde van Aragon
- 8e in eindklassement Ronde van Catalonië

2005
- 6e in eindklassement Ronde van Burgos
- 14e in eindklassement Ronde van Spanje

## Resultaten in voornaamste wedstrijden
| Jaar | Ronde van Italië | Ronde van Frankrijk | Ronde van Spanje |
| ---- | ---------------- | ------------------- | ---------------- |
| 2003 |                  |                     | 20e              |
| 2004 |                  |                     | 62e              |
| 2005 |                  |                     | 14e              |
| 2006 | 29e              |                     | opgave           |
| 2007 | 52e              |                     | opgave           |
| 2008 |                  | opgave              |                  |
| 2009 |                  |                     |                  |
| 2010 | 42e              |                     | 22e              |
| 2011 | 74e              |                     | 57e              |

| Jaar | Milaan-San Remo | Ronde van Vlaanderen | Amstel Gold Race | Luik-Bast.‑Luik | Ronde van Lombardije |  | Wereldranglijsten |
| ---- | --------------- | -------------------- | ---------------- | --------------- | -------------------- |  | ----------------- |
| 2003 |                 |                      |                  |                 |                      |  |                   |
| 2004 |                 |                      |                  |                 |                      |  |                   |
| 2005 |                 |                      |                  |                 |                      |  |                   |
| 2006 |                 |                      |                  | 93e             |                      |  |                   |
| 2007 |                 |                      | 61e              | 49e             | 39e                  |  |                   |
| 2008 |                 |                      | 80e              | 107e            |                      |  | 42e (UPT)         |
| 2009 | 74e             | 61e                  |                  |                 |                      |  |                   |
| 2010 |                 |                      |                  |                 |                      |  |                   |
| 2011 |                 |                      |                  |                 |                      |  |                   |